# 水磨沟风景区
水磨沟风景区是位于中华人民共和国新疆维吾尔自治区乌鲁木齐市水磨沟区，由水塔山、虹桥山、清泉山、温泉山、雪莲山五座山以及以水磨河为主的水系构成的风景区。是乌鲁木齐市“新十景”之一，也是国家4A级景区。主要景点即有“一砲成功”爱国主义教育基地，也有萧曹亭、古水磨、接官亭等仿古景点；还有清泉寺、翰文岭、“水磨欢歌”、“香妃出浴”等文化景点，除此之外，还有青年林纪念碑、拥军碑、将军碑等植树造林的纪念碑，另外也有高尔夫球场、灯光滑雪场等娱乐设施和相关项目。

## 地理与环境

### 地理环境信息

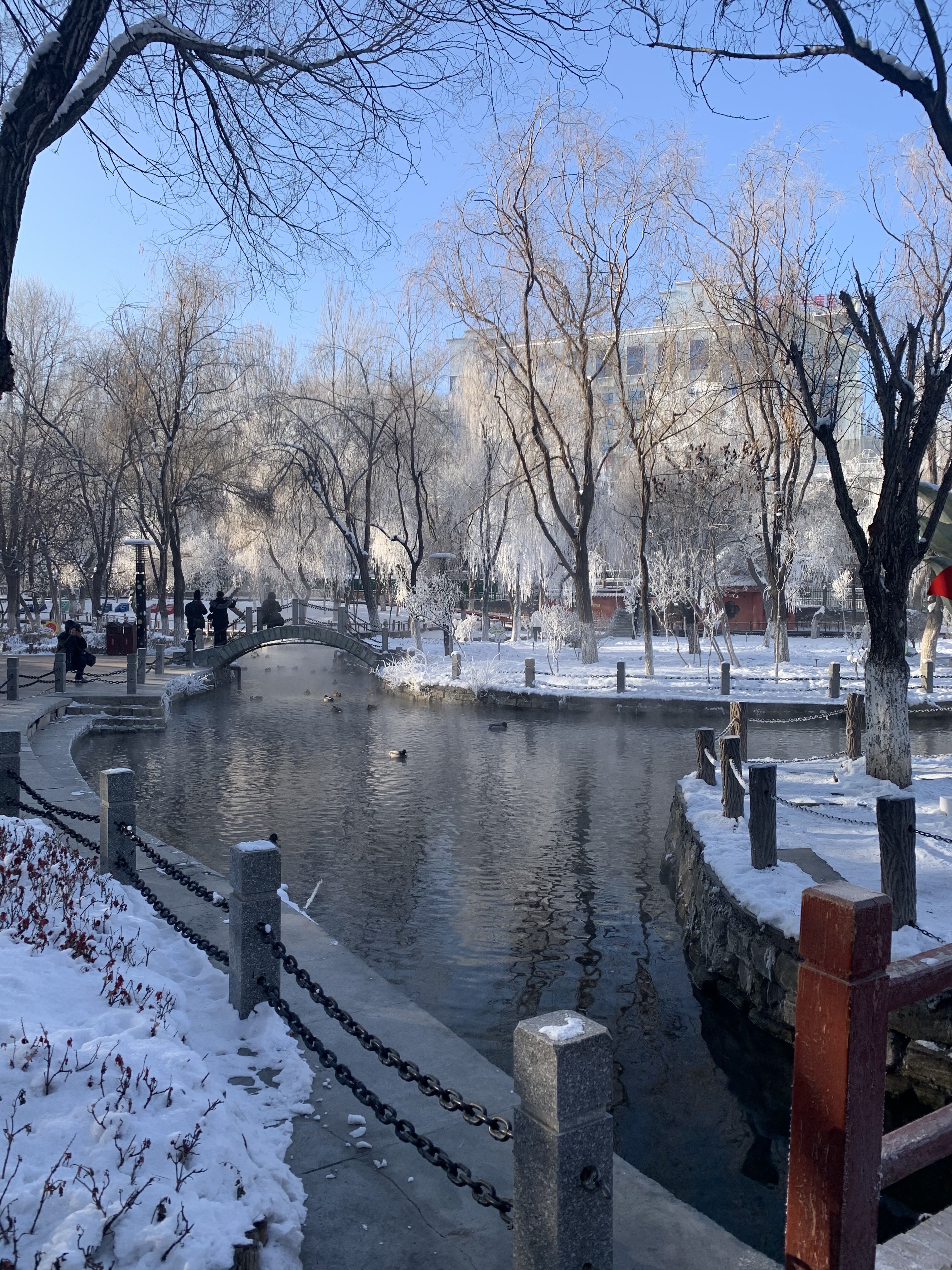
水磨河

水磨沟风景区位于中华人民共和国新疆维吾尔自治区乌鲁木齐市水磨沟区东北部，石人子水库下游。水磨沟风景区占地36平方公里，由水塔山、虹桥山、清泉山、温泉山、雪莲山五座山构筑而成。有葛家沟、芦草沟及其支流石人子沟、水沟子以及甘沟水系流经水磨沟风景区内，这些河沟属乌鲁木齐东山水系。其中葛家沟为水磨河的支流，水磨河、芦草沟均为乌鲁木齐河下游支流。水磨沟风景区的山区降水量高于平原降水量，每年从4月份开始降水增多，并持续到8月份。山区区径流系数大，平原区径流系数则小，地表水资源流量主要靠大气降水补给，当地地表水水质较好。

### 生态信息
水磨沟景区内的几座山原来基本是秃岭荒山。二十世纪70年代末，乌鲁木齐市政府开始号召对景区内的荒山进行植树造林。从1978年到1986年，十万人次对清泉山进行了绿化。其中，在水磨沟公园内的水磨河段两岸种植22种，共1294株各类乔木，33种，超过30万株的灌木及花卉。从1987年到1999年，60万人次在海拔867米的水塔山种树超过60万株，绿化面积达到1800亩。最初，种植的树种多选用榆树，后来还陆续种植了50多种乔木、灌木，包括云杉、紫穗槐、山桃、红叶海棠、独杆火炬、丁香、蔷薇等品种。除了种植新树，景区也加强了对古树的保护，122颗古树被登记，并实行挂牌保护和专人护养。
水磨沟公园虽然土壤动物的数量很多，但种群很少。至少有46类3门8纲18目的土壤动物在这里生存，其中昆虫纲、寡毛纲、腹足纲的动物具有优势度。常见的土壤动物则有弹尾纲、甲壳纲、综合纲、唇足纲。蛛形纲的数目则是最少。其中优势昆虫类群为鞘翅目、直翅目、半翅目和膜翅目，并且以植食性昆虫为主。鞘翅目以瓢甲科和叶甲科为主，半翅目以蝽科与缘蝽科为主。该地区的昆虫多样性指数较低，常见昆虫种类较少。水磨沟风景区内的土壤动物的总数和多样性随着海拔的增高而增加，其原因是山底受人类活动影响，污染程度高。另外，随着海拔的增高，温度、湿度等环境条件逐渐适合土壤动物生存，土壤动物的数量和种群也开始增多。
水磨沟公园也是其他动物的栖息地。2017年，曾有两三只野鸭在水磨沟公园做短暂停留。到了2018年6月，野鸭和野鸭蛋出现在了景区的水草之中。后来鸭蛋孵出了十几只小野鸭。到了2020年12月份已有超过200只野鸭到水磨沟公园过冬，其中多为绿头鸭。除此之外，水磨沟公园也能看到松鼠的身影。水磨河水温低，很多鱼类不适合在此生存。曾经一些清泉寺的信徒在水磨河放生鱼类，不少鱼类却因为无法适应水磨河的低水温，而死在河中。不过，水磨河中生活着大量能够适应该河环境的虹鳟鱼，其源头是在上游已关闭的虹鳟鱼养殖场。另外，锦鲤和金鱼也能适应水磨河的温度并在这里繁衍生息。

## 历史
水磨沟最初叫龙口，乾隆年间就有民间人士在此修建水磨，利用水利资源。清廷将庄浪驻军，移至巩宁城驻扎，为了解决这支部队的粮食问题，政府出资购买两盘民间水磨。又花费2000两新建10盘水磨，交6个协领管理。到了嘉庆时期，其中以“建昌水磨”最为有名。道光年间，遣戍新疆的前彭泽令黄浚曾为此水磨题名为“绿云肪”。这里逐渐被人们改称为水磨沟，不过具体何时改称无资料可考。最早记载水磨沟是在光绪三年（公元1877年），史善长在被流放迪化期间在水磨沟游玩并作诗《游水磨沟》。流放边疆的“端郡王”载漪、“辅国将军”载澜在水磨沟浏览后先后在此修建私家园林了澜园以及接官厅、衣斗亭、盼云轩、笑涛亭等景观。光绪三十三年（公元1907年），当时的甘肃新疆布政使王树枏开始在水磨沟修建官水磨以解决军需。
二十世纪30年代末到40年代初，水磨沟的水磨业达到顶峰。在1940年，水磨沟到苇湖梁一代有41盘水磨，日产面粉超过61,000斤。1941年，毛泽民在此修养，协助当地磨户改善经营、提高产量。不过水磨沟也面临着时代变迁所带来的改变，盛世才治疆时期，曾在此修建兵营。面对战乱和时局动荡，水磨沟逐渐遭到破坏和创伤。新疆和平解放之初，历史上的水磨沟亭台已是面目全非。1952年，乌鲁木齐面粉厂建立，水磨沟的水磨逐步退出历史舞台，但水磨沟的称呼沿用至今。
1984年，在水磨沟公园内重建了萧曹亭。1988年，开始在水磨沟公园兴建清泉寺。1997年，水塔山上的白塔建造完成，这一年同样在水塔山的青年林纪念碑也树立了起来。1999年开始，翰文岭开始修建。2002年，在景区水塔山山梁上修建仿古建筑“一炮成功”，这一年在水磨沟公园的今世缘也建造完成。2003年，修建了新的接官亭。2003年12月，水磨沟风景区被评选为乌鲁木齐“新十景”之一。2004年，左宗棠雕像被修建在一砲成功广场。2005年9月，水磨河河道改造工程竣工，该工程对水磨沟公园原大门广场进行改造绿化，新设的景点沿着水磨河分布。清泉山下的辉映青史、箭亭秀色、香妃出浴、清泉汇流、假山造型和水磨欢歌六大景点便是在此次改造中建成。2006年，被评为国家4A级景区。
2008年开始水磨沟风景区免费向市民开放。2012年，水磨河千米景观改造工程建设完成。改造水磨河畔景观超过6,700平方米，绿化面积将近4,400平方米。改造后的水磨沟景观以“泉、磨、寺、史”为资源建立水磨沟自然和人文景观。2020年10月，水磨沟区推出“移动商铺进景区”举措，其中三辆购物车进入水磨沟公园。购物车主要提供旅游纪念品、文创产品以及农副产品。比如提供有民族特色的布偶、笔筒，有新疆元素的丝巾、抱枕以及“乐游水磨”的旅游纪念品，还有提供奶制品、干果、辣酱、果饮等农副产品。

## 水磨沟公园

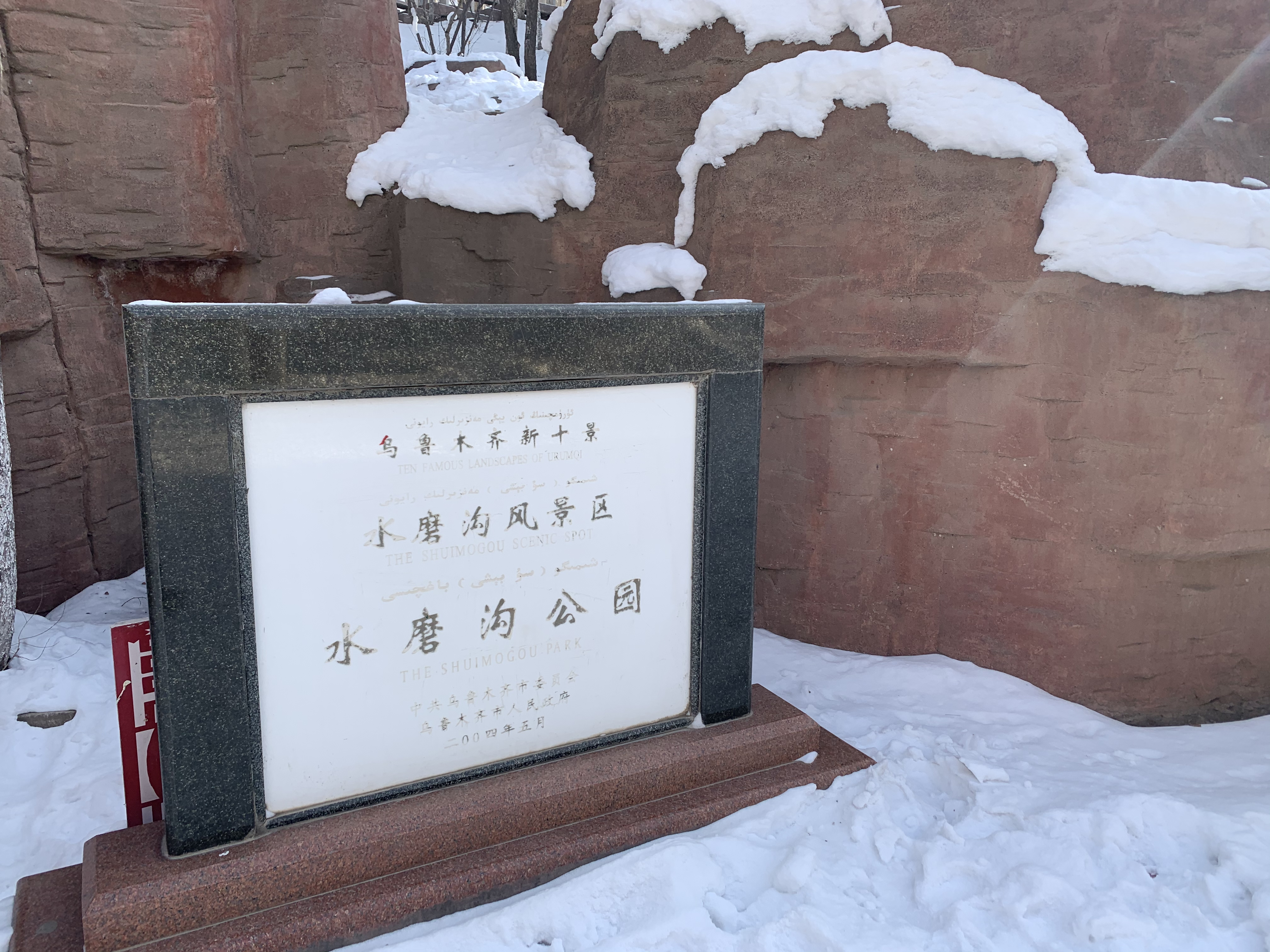
水磨沟风景区 水磨沟公园

水磨沟公园是水磨沟风景区的核心园区，由清泉山、温泉山、虹桥山以及水磨河组成，占地4平方公里。公园围绕泉、磨、寺庙以及历史对公园进行设施改造。

### 辉映青史与箭亭
辉映青史地处水磨沟公园入口，占地1000平方米。包括仿清叠楼古檐式的景区大门、接官亭和纪晓岚塑像。景区大门高超过14米，半圆形入口跨度超过14米。屋顶和房梁上都有图画。圆拱大门上写有“水磨沟风景区”六个大字。最初，由载澜、载漪兴建的接官亭位于现在七道湾和红山路交汇处或现在的新疆生产建设兵团医院院内，是当时接待官员到此游玩的地方。不过这座接官亭后因年久失修而倒塌，2003年，水区政府出资在现在的水磨沟公园修建了新的接官亭。箭亭则位于水磨沟公园人工湖内，占地1500平方米。人工湖有环岛，由拱桥连接，人工湖上有一座箭亭，湖畔有一处点题石，在这里夏天能有柳浪闻莺，冬季可见垂柳雾淞。

### 香妃出浴与今世缘
“香妃出浴”是乌鲁木齐老八景之一，坐落在水磨沟公园内。古树下的浴屋、相传曾被香妃坐过的香妃石以及水磨沟温泉共同构建了景点香妃出浴。这里的水温四季温度维持在28摄氏度到32摄氏度之间，日流量常年稳定在220立方米。相传为乾隆年间，26岁的维吾尔姑娘买木热·爱孜木因家族平叛有功被召入京。在被召入京的路上，姑娘在水磨沟游玩，又在水磨沟温泉沐浴，此后身上散发出浓郁的花香。进京后也因此被封为“香妃”。今世缘起于连理树，连理树是由两株古树枝条连在一起构成，也被称为爱情树。从连理树往上，伏羲女娲浮雕、同心锁雕像、盟誓碑、连心亭、同心崖、鸳鸯蝴蝶树以及4组手型雕塑共同构成了今世缘景点。今世缘由水磨沟政府投资于2002年4月建成。

### 水磨
水磨是水磨沟的名源，为了恢复水磨的历史景观。1992年6月，水磨沟政府在水磨河上游地带修建了仿古式钢架水磨房。水磨房占地21平方米，以人工编织的稻草为原材料铺成坡屋房顶，磨房四面墙以白桦树皮作为装饰。水磨房有两个直径1.5米和4米的仿古木轮水磨。水磨欢歌是总占地面积1200平方米的景点，除了仿古水磨房外，还有休闲广场、地下喷泉以及60多个大小石磨。

### 龙口泉与萧曹亭
龙口泉是水磨河源头中最大的天然喷泉，喷水最高大概1米。也是因此这片地区在水磨业盛行之前被成为龙口。光绪十一年（公园1885年），当时的甘肃新疆巡抚潘效苏命人在龙口泉处用石头雕刻了一个龙头，让泉水从山崖一泻而下。潘效苏后把龙口泉改为“慕圣泉”。到了载澜和载漪被流放到迪化的时候，在水磨沟地区建立私人园林“澜园”，穆圣泉之下的萧曹亭就建在澜园之中。载澜和载漪修建萧曹亭的目的是有将自己比作汉代萧何和曹参之意，也有将慈禧比做吕雉，发泄自己对当时政治的不满的意思。后毛泽民因病在此修养过一段时间。最初的萧曹亭已被毁坏，1984年，重新修建了现在的萧曹亭。

### 清泉寺

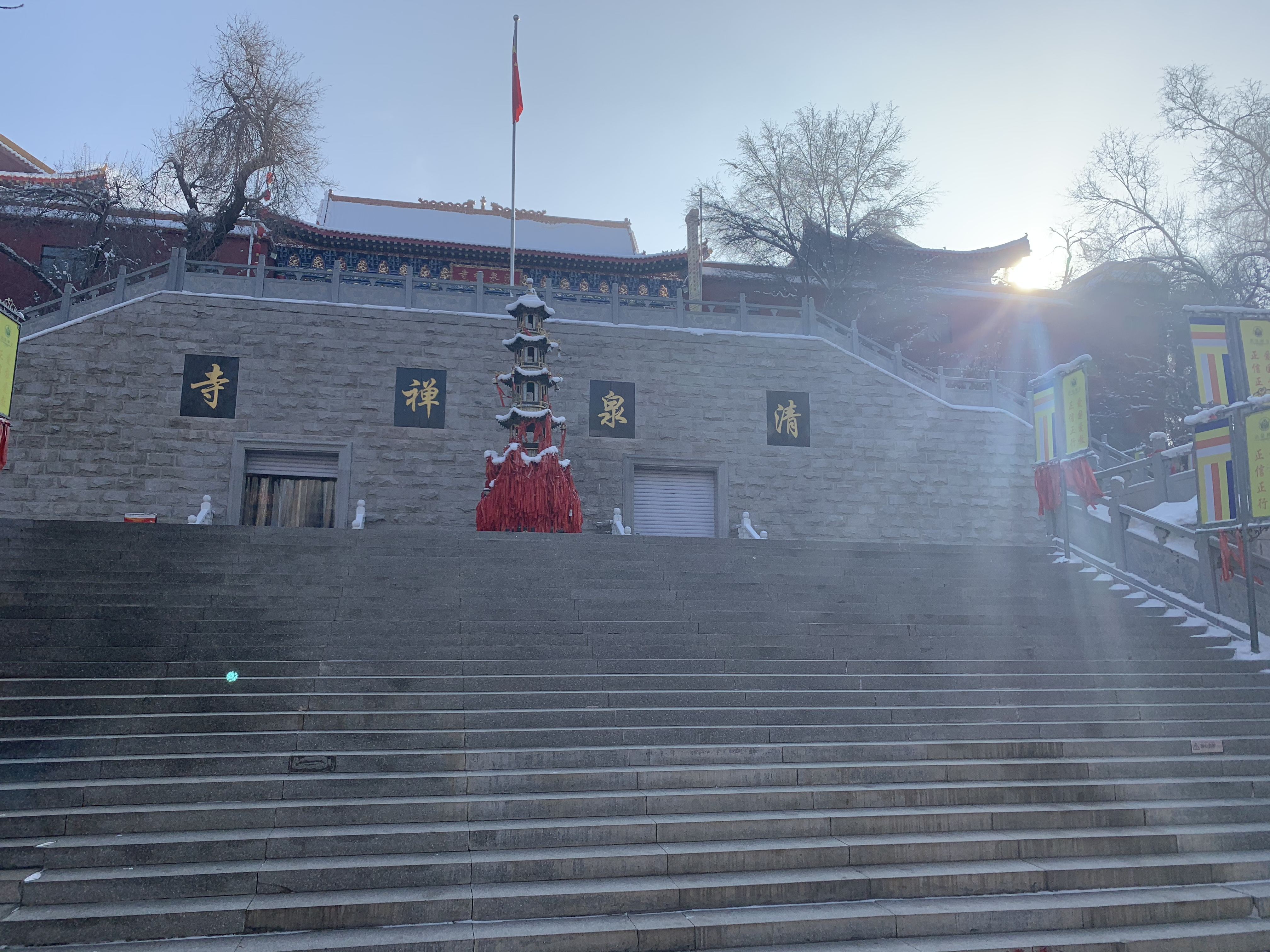
清泉寺

乌鲁木齐清泉寺是新疆最大的汉传佛教寺院，也是乌鲁木齐佛教协会的所在地。相传清泉山上曾另有庙宇，是聆听玄奘讲经的信徒在此修建的佛寺。这座寺庙随着时间的推移而几经兴衰，最终不复存在。随着文革的结束，在1979年，新疆的佛教活动开始恢复正常。1984年乌鲁木齐市成立佛教协会，第二年市政府批准在水磨沟公园内建设佛教寺院。1988年，乌鲁木齐市佛教协会会长王成章居士开始主持建造清泉寺，并于1994年清泉寺的大雄殿、厢房、弥勒佛殿竣工，寺院整体为明清结构的建筑风格。此后，清泉寺的山门、观音殿、地藏殿等佛教建筑也相继建成。清泉寺占地面积6420平方米，寺院的山门、弥勒殿、大雄殿（后烧毁）依次坐落在寺院的中轴线上，方丈楼、观音楼立于大雄殿左侧，右侧则是僧人楼、地藏殿、般若堂。僧寮、钟鼓楼、客堂、斋堂、流通处等坐落在弥勒殿左右。1992年，清泉寺开始开展素餐馆、茶社和法务流通处等弘法活动，逐步形成汉传佛教体系。二十一世纪后，乌鲁木齐市民宗委和乌鲁木齐市佛教协会礼请寂仁法师以及僧团入住清泉寺，开始丰富的弘法活动。2013年9月，清泉寺遭遇人为纵火，导致清泉寺的大雄宝殿被焚毁，清泉寺闭寺。清泉寺于同年11月份重新开放。每年的正月初一、二月初八、三月十六和七月三十、九月二十九等庙会期间，每天上万人次的信徒们会前来上香拜佛，许愿祈福。

### 翰文岭
翰文岭全长360米，由古今文人游览水磨沟时所留下的诗歌以及汉文、维吾尔文书法作品构成，共计41幅作品镶嵌、刻录在翰文岭。翰文岭共分为三期，第一期建于1999年，主要以假山造型为主，然后选用不同形状的花岗岩，将诗词刻于岩石之上，又将岩石镶嵌在山壁之间。内容收录了清代史善长、李根源等文人游玩水磨沟时期的诗词。二期工程建于2000年，其内容除了诗词外，纪晓岚的《买炭》、《炼铁》、《香妃出浴》以及《农夫浇地》等四首古诗配以浮雕，根据古诗意境增设小桥、溪水、八仙洞、酒室等园林小品。二期工程还包括新疆岩画部分，分别临摹微缩了阿勒泰地区、巴里坤县、温宿县、托克逊县、呼图壁县、木垒县、奇台县库甫沟以及塔城地区白杨河等地的八幅岩画。三期工程是一、二期的延续，南北长大概80米，东西纵向大概60米。是反映王震建设水磨沟的汉白玉浮雕，其内容为新疆第一个棉纺织厂——七一棉纺织厂，新疆第一座发电厂——苇湖梁发电厂，新疆第一座大型煤矿——六道湾煤矿。浮雕对面是棋盘广场，广场上摆着无解的棋局。泻玉桥、隐龙潭等也坐落在翰文岭周围。

## 水塔山

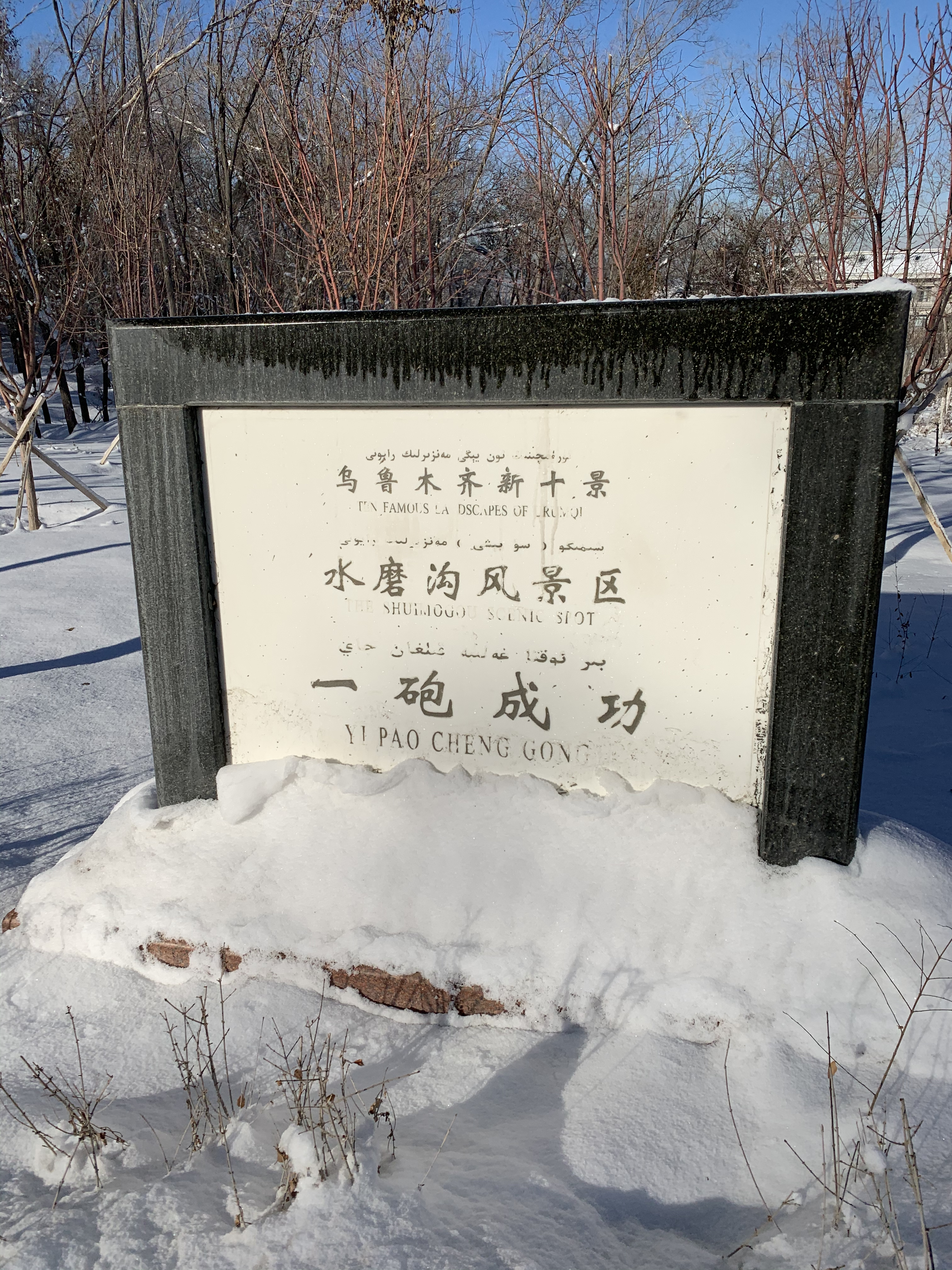
水磨沟风景区 一砲成功

### 
1870年，阿古柏占领迪化城。1875年，被加授钦差大臣督办新疆军务的左宗棠，开始收复新疆。1876年6月，作为前线总指挥的刘锦棠率部进入新疆。于8月13日到17日在古牧地地区消灭超过6,000名浩罕汗国的士兵，并于18日在六道湾山梁上架起了火炮，向迪化城射击且成功炸毁迪化城的一处城墙。清军乘机杀入迪化城中占领迪化城。
为纪念这次战斗的胜利，迪化城居民们在六道湾架火炮处修建了一座高近10米，直径12米的土堡炮楼，并称其为“一礮成功”。到了1958年，这座土堡炮楼坍塌。2001年，乌鲁木齐市政府和水磨沟区政府共同出资超过400万元人民币，重新选址修建了新的“一砲成功”遗址景点。新的“一砲成功”炮台占地1800平方米，主炮台高9.2米，底部直径12米，正南有镶有石雕门款为“一砲成功”的半圆形拱门。炮台内部是三层砖混结构，有台阶可以到达上层的露天平台，平台摆放着一门长3米、重2吨以及4门长2米、重1吨的铁炮。炮台一层为清兵住所，内展清兵的服饰、兵器、用具等物品。炮台四周修建有不同层次的围墙，主炮台前方建有高2.5米，宽12米的汉白玉浮雕，其内容为反抗侵略者及欢庆胜利，另外还有清兵的雕像。2002年，炮台北面修建面积6000平方米的“一砲成功”广场。这一年，“一砲成功”被评为乌鲁木齐市级爱国主义教育基地。2004年，10米高的左宗棠的雕像在广场中央被立了起来。
关于一砲成功的“砲”和“炮”一度混用（如配图中墙壁上写为“一炮成功”而新十景碑则写为“一砲成功”）的情况，是因为按照中国大陆书写规范应为火字旁的“炮”，但一砲成功自建成起就使用石字旁的砲，也可将此视为一种时代见证。

### 绿化水塔山
1987年开始的15年间，64万人次的各族共青团员、青年在水塔山参加义务植树劳动。共计超过51万株树木被栽植，平整土地2,280亩。为了纪念广大青年在此植树造林，1997年10月水磨沟区人民政府出资15万元修建青年林纪念碑。从1994年起，先后有21.55万名驻乌部队官兵，各种机械超过5,600台次，开挖回填土石方近54,000立方米。荒山绿化将近3,300亩，植树225,400棵，平整土地大概4,500亩。为了纪念驻乌部队对水磨沟区荒山绿化所作的贡献，水区政府出资20万元修在水塔山建拥军亭、拥军碑。2002年，时任中央政治局委员、国防部长迟浩田视察水区荒山绿化情况，并带领随行将军在雪莲山种植一片苗木。为此在雪莲山高尔夫球俱乐部修建了将军亭和将军碑。

### 白塔
位于水塔山中部的白塔，是仿古佛教式传统白塔，于1997年10月15日建造完成。白塔占地超过460平方米，塔高超过17米，位于水塔山的制高点。白塔建筑分为三层，塔顶有铁冠，塔身和栏杆为汉白玉花岗岩。汉白玉雕花玉柱环绕在白塔的每层楼台上，塔身底部则雕有十二生肖图案。白塔仿照北京北海公园的白塔而修建，是中原建筑文化的传承。白塔周身安装有霓虹灯，入夜便会闪烁，白塔向东能见博格达峰、向南则能腑撖乌鲁木齐市区全景。

## 雪莲山
水磨沟风景区的雪莲山上有高尔夫球场和灯光滑雪场等景点。其中高尔夫球场是国际标准18洞球场。滑雪场坐落在雪莲山高尔夫球场内，占地1500亩。建有8条滑雪道，总长度超过3,000米。